# Lythria depuncta
Lythria depuncta är en fjärilsart som beskrevs av Gradl 1938. Lythria depuncta ingår i släktet Lythria och familjen mätare. Inga underarter finns listade i Catalogue of Life.